# Xiphocaris
Xiphocaris is een geslacht van kreeftachtigen uit de klasse van de Malacostraca (hogere kreeftachtigen).

## Soorten
- Xiphocaris elongata (Guérin-Méneville, 1855 [in Guérin-Méneville, 1855-1856])
- Xiphocaris gomezi Juarrero de Varona, 1993